# Rasmus Rosenqvist
Rasmus Rosenqvist (sinh ngày 17 tháng 7 năm 1997) là một cầu thủ bóng đá người Thụy Điển thi đấu cho Helsingborgs IF ở Superettan, theo dạng cho mượn từ IF Elfsborg.